# Taco Bell

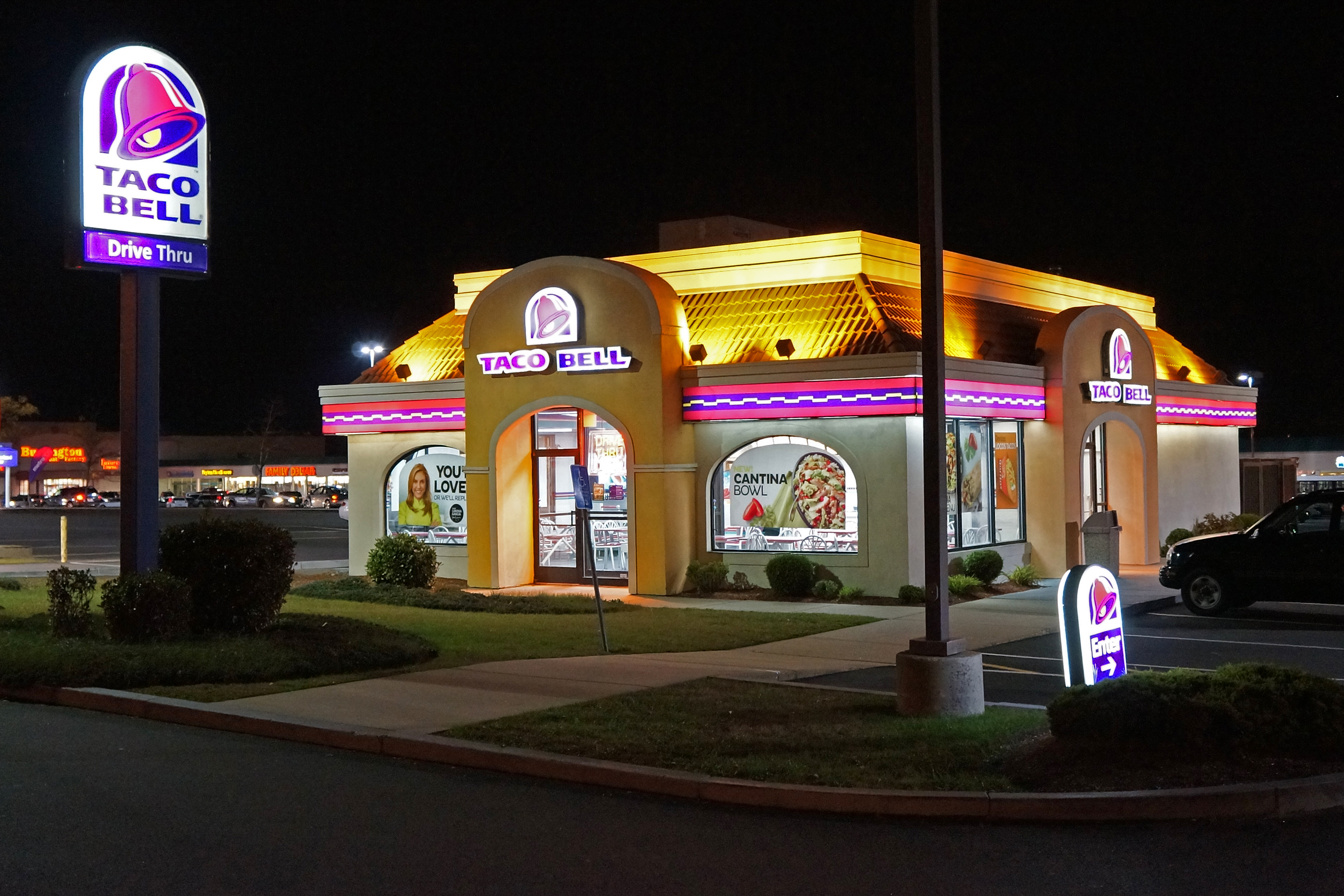
Een Taco Bell-drive-through in Massachusetts

Taco Bell is een Amerikaanse fastfoodketen. Het bedrijf werd opgericht in 1962 door Glen Bell en heeft zijn hoofdzetel in de Californische stad Irvine. Taco Bell is een onderdeel van Yum! Brands, Inc.
Er worden allerlei tex-mex-specialiteiten verkocht, zoals taco's, burrito's en nacho's. Er zijn in de VS meer dan 5800 restaurants die 2 miljard klanten per jaar ontvangen. Er zijn meer dan 275 restaurants van Taco Bell in Canada, Guam, Aruba, de Dominicaanse Republiek, Chili, Costa Rica, Guatemala, Puerto Rico, Ecuador, Azië, Europa en de Filipijnen.

## Nederland
Op 4 april 2017 opende de eerste Nederlandse vestiging van Taco Bell haar deuren in Eindhoven. De tweede vestiging opende op 12 oktober 2017 in Tilburg. Op 21 december 2017 opende het derde restaurant in Breda.
Op 30 november 2018 werd bekend dat de drie vestigingen per direct gesloten werden. Op 27 december 2018 werd echter een doorstart bekendgemaakt. Een Britse franchisenemer nam Taco Bell Nederland over en de drie vestigingen in Eindhoven, Tilburg en Breda gingen weer open. Over de toekomst van de drie geplande vestigingen in 's-Hertogenbosch, Den Haag en Utrecht werd niets bekendgemaakt.
Eind 2020 opende in Amersfoort een vierde vestiging en begin 2021 in Rotterdam een vijfde. Eind september 2021 werd de zesde vestiging in Arnhem geopend. Begin 2023 opende in Den Haag een nieuwe vestiging aan de Vlamingstraat. Eind maart werd de achtste vestiging in Amsterdam geopend en in november de negende in Geffen. In januari 2024 opende de tiende vestiging in Utrecht.